# David William Mitchell
Pour les articles homonymes, voir David Mitchell (homonymie) et Mitchell.
David William Mitchell est un zoologiste et un illustrateur britannique, né en 1813 et mort le 1er novembre 1859 à Neuilly-sur-Seine.
Il illustre l’ouvrage de George Robert Gray (1808-1872), Genera of Birds, et est assisté dans cette tâche par Joseph Wolf (1820-1899). Il est le secrétaire de la Zoological Society of London de 1847 à 1859 et, seulement durant quelques mois, directeur du Jardin d'acclimatation de Paris.

## Source
- (en) Cet article est partiellement ou en totalité issu de l’article de Wikipédia en anglais intitulé « David William Mitchell » (voir la liste des auteurs).